# Asuni
Asuni – miejscowość i gmina we Włoszech, w regionie Sardynia, w prowincji Oristano. Graniczy z Laconi, Ruinas, Samugheo, Senis i Villa Sant'Antonio.
Według danych na rok 2004 gminę zamieszkiwało 425 osób, 20,2 os./km².